# Fort Doyle (Guernsey)
Fort Doyle ist die Ruine eines Küstenforts beim Dorf Bordeaux an der Nordostspitze der Kanalinsel Guernsey. Sein Bau wurde 1803, mitten in den Koalitionskriegen, von den States of Guernsey beschlossen. Das Fort liegt im Osten der Fontenelle Bay.
Das Fort wurde nach General Sir John Doyle, 1. Baronet (1756–1834), dem Lieutenant Govenor von Guernsey, benannt, der viel für die Verteidigung der Insel tat.
Das Fort, das zunächst Doyle Battery hieß und eine besondere, runde Form hat, war mit drei 18-Pfünder-Kanonen ausgestattet. Eine war auf einer Plattform an der Nordseite aufgestellt, die anderen beiden auf Fahrlafetten zeigten nach Osten und Westen. Im Fort befanden sich eine Wachstube, ein Munitionslagerraum und eine Unterkunft für den Chefkanonier.
1847 überantworteten die States of Gunersey das Fort der englischen Krone und 1860 ließ das Board of Works es erweitern und zwei weitere Kanonen auf hölzernen Plattformen installieren. Nach dem Bau des Platte-Fougère-Leuchtturms 1909 diente das Fort als Nebelhornstation und Lagerhaus.
Im Zweiten Weltkrieg wurde Fort Doyle von den Deutschen, die die Kanalinseln besetzt hatten, befestigt. Sein Codename war Stützpunkt Nebelhorn und es wurden drei Küstenschutzkanonen, Flugabwehrkanonen und Mörsern ausgestattet.